# Lista țărilor după indicele dezvoltării umane
| Foarte mare (≥ 0,800) | Scăzut (≤ 0,549) |
| Mare (0,700 – 0,799)  | Nu există date   |
| Mediu (0,550 – 0,699) |                  |

| ≥ 0,950       | 0,600 – 0,649  |
| 0,900 – 0,950 | 0,550 – 0,599  |
| 0,850 – 0,899 | 0,500 – 0,549  |
| 0,800 – 0,849 | 0,450 – 0,499  |
| 0,750 – 0,799 | 0,400 – 0,449  |
| 0,700 – 0,749 | ≤ 0,399        |
| 0.650–0.699   | Nu există date |

Harta țărilor în funcție de Indicele Dezvoltării Umane (pe baza datelor din 2022, publicate în 2024)

Harta țărilor și teritoriilor în funcție de Indicele Dezvoltării Umane, scoruri în trepte de 0,050 (pe baza datelor din 2022, publicate în 2024)

Programul Națiunilor Unite pentru Dezvoltare (PNUD) publică anual Raportul Dezvoltării Umane care prezintă Indicele Dezvoltării Umane (IDU) pentru 193 de țări și teritorii dependente. La calculul indicelui pentru o anumită țară se iau în considerare sănătatea, educația, venitul și nivelul de trai, pentru a se determina valori ale dezvoltării umane care să fie comparabile între țări și în timp.
IDU este cel mai utilizat indicator al dezvoltării umane și a schimbat modul în care oamenii interpretează acest concept. Cu toate acestea, mai multe aspecte ale indicelui au fost criticate. Unii cercetători au criticat modul în care sunt interpretați factorii, în special modul în care un an suplimentar de speranță de viață este evaluat diferit între țări și numărul limitat de factori care sunt luați în considerare, evidențiind omisiunea unor factori precum nivelurile de distribuție (considerându-se că ar trebui reliefat un indice de dezvoltare umană potențială, adică un IDU maxim care ar putea fi atins dacă nu ar exista inegalitate economică en) și inegalitate de gen. Ca răspuns la prima observație, PNUD a introdus în raportul său din 2010 Indicele dezvoltării umane ajustat în funcție de inegalitate (inequality-adjusted Human Development Index en), iar ca răspuns la cea din urmă a fost introdus în raportul din 1995 Indicele dezvoltării umane ajustat în funcție de gen (Gender Development Index en). Alții au criticat suprasimplificarea percepută a utilizării unei singure valori pentru o țară. 
Pentru a reflecta diferențele de dezvoltare din interiorul țărilor, Global Data Lab de la Universitatea Radboud din Nijmegen. a introdus în 2018 un IDU subnațional (subnational HDI - SHDI) care conține date pentru mai mult de 1.600 de regiuni. În 2020, PNUD a introdus un nou indice, respectiv Indicele de dezvoltare umană ajustat în funcție de provocările climatice la nivel global (planetary pressures–adjusted Human Development Index en), valoarea IDU a unei țări fiind ajustată în funcție de factorii ecologici și de mediu, cum ar fi emisiile de dioxid de carbon per persoană și amprenta materială, ceea ce reduce scorurile țărilor cu o amprentă ecologică mai mare.

## Dimensiuni si indicatori
IDU a fost publicat pentru prima dată în 1990, cu scopul de a fi o măsură mai cuprinzătoare a dezvoltării umane decât măsurile pur economice, cum ar fi produsul intern brut. Indicele încorporează trei dimensiuni ale dezvoltării umane: o viață lungă și sănătoasă, cunoștințe acumulate și un standard de trai decent. Diferiți indicatori statistici sunt utilizați pentru a cuantifica performanța țărilor pentru fiecare dimensiune. Indicatorii utilizați în raport au fost speranța de viață la naștere, perioada medie de școlarizare pentru copii, perioada medie de educație pentru adulți și venitul național brut per locuitor. Indicatorii sunt utilizați pentru a calcula un indice de sănătate, un indice de educație și un indice de venit, fiecare cu o valoare între 0 și 1. Media geometrică a celor trei indici (adică rădăcina cubică a produsului indicilor) reprezintă valoarea indicelui de dezvoltare umană. O valoare peste 0,800 este clasificată ca "foarte mare", între 0,700 și 0,799 ca "mare", 0,550 până la 0,699 ca "medie" și sub 0,550 ca "scăzută". 
Datele utilizate pentru calcularea IDU provin în principal de la agențiile Națiunilor Unite și de la instituții internaționale, cum ar fi Organizația Națiunilor Unite pentru Educație, Știință și Cultură (UNESCO), Departamentul Națiunilor Unite pentru Afaceri Economice și Sociale, Banca Mondială, Fondul Monetar Internațional și Organizația pentru Cooperare și Dezvoltare Economică (OCDE). Uneori, atunci când unul dintre indicatori lipsește, se folosesc modele de regresie între țări. Datorită actualizărilor îmbunătățite ale datelor și metodologiei, valorile IDU nu sunt comparabile între rapoartele privind dezvoltarea umană din ani diferiți; în schimb, fiecare raport recalculează IDU pentru câțiva ani anteriori
| Dimensiuni                 | Indicatori                                                  | Indice de dimensiune             | IDU                        |
| -------------------------- | ----------------------------------------------------------- | -------------------------------- | -------------------------- |
| Viață lungă și sănătoasă   | Speranța de viață la naștere                                | Indicele speranței de viață      | Indicele Dezvoltării Umane |
| Educație                   | Ani de școlarizare previzionați Media anilor de școlarizare | Indicele educației               | Indicele Dezvoltării Umane |
| Un standard de trai decent | VNB (PPC) pe locuitor (USD)                                 | Indicele venitului național brut | Indicele Dezvoltării Umane |

## Țări și teritorii
| ≥ 1,4%    | 0,6%…0,8% | −0,5%…0%       |
| 1,2%…1,4% | 0,4%…0,6% | −1%…−0,5%      |
| 1%…1,2%   | 0,2%…0,4% | < −1%          |
| 0,8%…1%   | 0%…0,2%   | Nu există date |

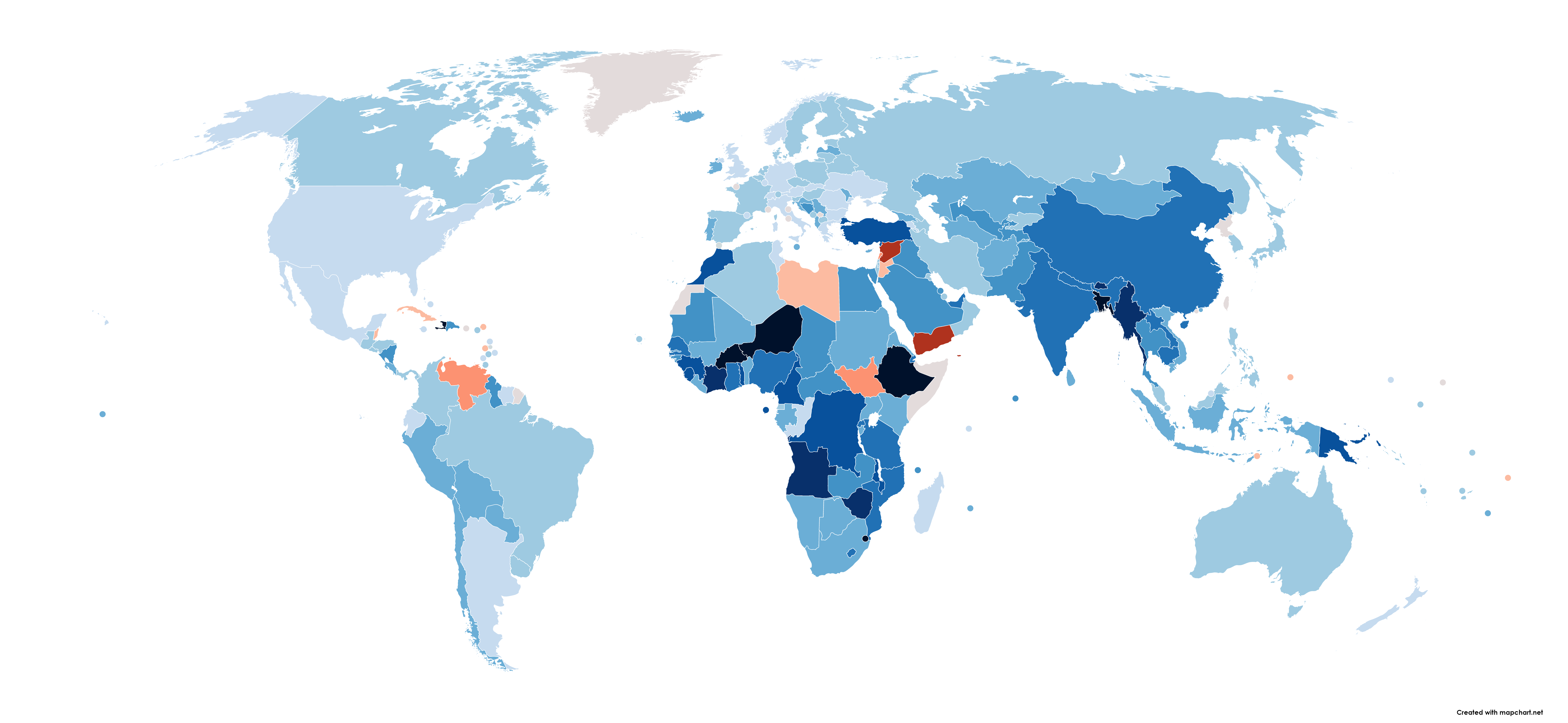
Creșterea medie anuală a IDU din 2010 până în 2021, publicată în 2022

Raportul de dezvoltare umană include toate cele 193 de state membre ale Națiunilor Unite, precum și Palestina și Hong Kong. Totuși, Indicele Dezvoltării Umane nu este calculat pentru patru dintre statele membre ONU: Coreea de Nord, Monaco, Nauru și Somalia. Unele componente ale indicelui pot fi calculate pentru aceste țări. Insulele Cook, Vatican și Niue sunt singurele state părți din Sistemul Națiunilor Unite care nu sunt incluse în raport. În total, IDU este disponibil pentru 192 de țări și un teritoriu.
Țările clasate de la 1 la 69 în 2022 sunt caracterizate de IDU „foarte mare”; cele clasate de la 70 la 118 - IDU „mare”; cele clasate de la 119 la 159 - IDU „mediu”; iar cele clasate de la 160 la 193 - IDU „scăzut”. Datele din tabel au fost publicate în 2024 și sunt calculate pentru anul 2022.
| Loc | Evoluție 2015–2022 | Țară/Teritoriu                | IDU   | Creștere anuală medie (2010–2022) |
|     |                    |                               |       |                                   |
| --- | ------------------ | ----------------------------- | ----- | --------------------------------- |
| 1   | ▬                  | Elveția                       | 0.967 | ▲ 0.24%                           |
| 2   | ▼ (1)              | Norvegia                      | 0.966 | ▲ 0.25%                           |
| 3   | ▬                  | Islanda                       | 0.959 | ▲ 0.28%                           |
| 4   | ▲ (2)              | Hong Kong                     | 0.956 | ▲ 0.38%                           |
| 5   | ▲ (1)              | Danemarca                     | 0.952 | ▲ 0.35%                           |
| 5   | ▬                  | Suedia                        | 0.952 | ▲ 0.38%                           |
| 7   | ▲ (8)              | Irlanda                       | 0.950 | ▲ 0.38%                           |
| 7   | ▼ (3)              | Germania                      | 0.950 | ▲ 0.19%                           |
| 9   | ▼ (1)              | Singapore                     | 0.949 | ▲ 0.25%                           |
| 10  | ▲ (1)              | Țările de Jos                 | 0.946 | ▲ 0.26%                           |
| 10  | ▼ (1)              | Australia                     | 0.946 | ▲ 0.20%                           |
| 12  | ▲ (2)              | Liechtenstein                 | 0.942 | ▲ 0.23%                           |
| 12  | ▲ (3)              | Belgia                        | 0.942 | ▲ 0.26%                           |
| 12  | ▬                  | Finlanda                      | 0.942 | ▲ 0.27%                           |
| 15  | ▲ (3)              | Regatul Unit                  | 0.940 | ▲ 0.24%                           |
| 16  | ▼ (7)              | Noua Zeelandă                 | 0.939 | ▲ 0.13%                           |
| 17  | ▲ (19)             | Emiratele Arabe Unite         | 0.937 | ▲ 1.04%                           |
| 18  | ▼ (5)              | Canada                        | 0.935 | ▲ 0.22%                           |
| 19  | ▲ (3)              | Coreea de Sud                 | 0.929 | ▲ 0.36%                           |
| 20  | ▼ (1)              | Luxemburg                     | 0.927 | ▲ 0.14%                           |
| 20  | ▼ (5)              | Statele Unite                 | 0.927 | ▲ 0.10%                           |
| 22  | ▲ (1)              | Slovenia                      | 0.926 | ▲ 0.33%                           |
| 22  | ▼ (1)              | Austria                       | 0.926 | ▲ 0.21%                           |
| 24  | ▼ (4)              | Japonia                       | 0.920 | ▲ 0.16%                           |
| 25  | ▼ (1)              | Israel                        | 0.915 | ▲ 0.26%                           |
| 25  | ▲ (3)              | Malta                         | 0.915 | ▲ 0.50%                           |
| 27  | ▬                  | Spania                        | 0.911 | ▲ 0.40%                           |
| 28  | ▼ (3)              | Franța                        | 0.910 | ▲ 0.28%                           |
| 29  | ▲ (3)              | Cipru                         | 0.907 | ▲ 0.45%                           |
| 30  | ▬                  | Italia                        | 0.906 | ▲ 0.24%                           |
| 31  | ▼ (2)              | Estonia                       | 0.899 | ▲ 0.33%                           |
| 32  | ▼ (6)              | Cehia                         | 0.895 | ▲ 0.22%                           |
| 33  | ▼ (3)              | Grecia                        | 0.893 | ▲ 0.18%                           |
| 34  | ▲ (3)              | Bahrain                       | 0.888 | ▲ 0.80%                           |
| 35  | ▲ (3)              | Andorra                       | 0.884 | ▲ 0.20%                           |
| 36  | ▼ (2)              | Polonia                       | 0.881 | ▲ 0.35%                           |
| 37  | ▲ (2)              | Letonia                       | 0.879 | ▲ 0.51%                           |
| 37  | ▼ (2)              | Lituania                      | 0.879 | ▲ 0.32%                           |
| 39  | ▲ (6)              | Croația                       | 0.878 | ▲ 0.53%                           |
| 40  | ▬                  | Qatar                         | 0.875 | ▲ 0.45%                           |
| 40  | ▲ (6)              | Arabia Saudită                | 0.875 | ▲ 0.70%                           |
| 42  | ▬                  | Portugalia                    | 0.874 | ▲ 0.42%                           |
| 43  | ▼ (10)             | San Marino                    | 0.867 | ▼ 0.32%                           |
| 44  | ▬                  | Chile                         | 0.860 | ▲ 0.47%                           |
| 45  | ▲ (9)              | Turcia                        | 0.855 | ▲ 1.10%                           |
| 45  | ▼ (5)              | Slovacia                      | 0.855 | ▲ 0.14%                           |
| 47  | ▬                  | Ungaria                       | 0.851 | ▲ 0.22%                           |
| 48  | ▼ (6)              | Argentina                     | 0.849 | ▲ 0.15%                           |
| 49  | ▬                  | Kuweit                        | 0.847 | ▲ 0.36%                           |
| 50  | ▲ (1)              | Muntenegru                    | 0.844 | ▲ 0.38%                           |
| 51  | ▼ (2)              | Sfântul Cristofor și Nevis    | 0.838 | ▲ 0.49%                           |
| 52  | ▲ (8)              | Uruguay                       | 0.830 | ▲ 0.47%                           |
| 53  | ▲ (3)              | România                       | 0.827 | ▲ 0.14%                           |
| 54  | ▲ (1)              | Antigua și Barbuda            | 0.826 | ▲ 0.18%                           |
| 55  | ▲ (7)              | Brunei                        | 0.823 | ▲ 0.13%                           |
| 56  | ▼ (3)              | Rusia                         | 0.821 | ▲ 0.25%                           |
| 57  | ▲ (3)              | Bahamas                       | 0.820 | ▲ 0.21%                           |
| 57  | ▲ (5)              | Panama                        | 0.820 | ▲ 0.47%                           |
| 59  | ▼ (7)              | Oman                          | 0.819 | ▲ 0.22%                           |
| 60  | ▼ (3)              | Trinidad și Tobago            | 0.814 | ▲ 0.30%                           |
| 60  | ▲ (4)              | Georgia                       | 0.814 | ▲ 0.54%                           |
| 62  | ▲ (2)              | Barbados                      | 0.809 | ▲ 0.18%                           |
| 63  | ▲ (6)              | Malaysia                      | 0.807 | ▲ 0.41%                           |
| 64  | ▲ (5)              | Costa Rica                    | 0.806 | ▲ 0.39%                           |
| 65  | ▲ (3)              | Serbia                        | 0.805 | ▲ 0.39%                           |
| 66  | ▲ (6)              | Thailanda                     | 0.803 | ▲ 0.65%                           |
| 67  | ▼ (1)              | Seychelles                    | 0.802 | ▲ 0.30%                           |
| 67  | ▼ (4)              | Kazahstan                     | 0.802 | ▲ 0.38%                           |
| 69  | ▼ (11)             | Belarus                       | 0.801 | ▲ 0.12%                           |
| 70  | ▼ (12)             | Bulgaria                      | 0.799 | ▲ 0.09%                           |
| 71  | ▲ (3)              | Palau                         | 0.797 | ▲ 0.23%                           |
| 72  | ▼ (1)              | Mauritius                     | 0.796 | ▲ 0.44%                           |
| 73  | ▬                  | Grenada                       | 0.793 | ▲ 0.15%                           |
| 74  | ▼ (8)              | Albania                       | 0.789 | ▲ 0.25%                           |
| 75  | ▲ (18)             | China                         | 0.788 | ▲ 1.02%                           |
| 76  | ▲ (2)              | Armenia                       | 0.786 | ▲ 0.52%                           |
| 77  | ▲ (1)              | Mexic                         | 0.781 | ▲ 0.37%                           |
| 78  | ▼ (4)              | Iran                          | 0.780 | ▲ 0.26%                           |
| 78  | ▲ (6)              | Sri Lanka                     | 0.780 | ▲ 0.50%                           |
| 80  | ▲ (7)              | Bosnia și Herțegovina         | 0.779 | ▲ 0.68%                           |
| 81  | ▼ (5)              | Sfântul Vicențiu și Grenadine | 0.772 | ▲ 0.17%                           |
| 82  | ▲ (12)             | Republica Dominicană          | 0.766 | ▲ 0.67%                           |
| 83  | ▼ (1)              | Ecuador                       | 0.765 | ▲ 0.32%                           |
| 83  | ▼ (7)              | Macedonia de Nord             | 0.765 | ▲ 0.21%                           |
| 85  | ▼ (4)              | Cuba                          | 0.764 | ▼ 0.16%                           |
| 86  | ▲ (5)              | Republica Moldova             | 0.763 | ▲ 0.53%                           |
| 87  | ▲ (13)             | Maldive                       | 0.762 | ▲ 0.81%                           |
| 87  | ▼ (2)              | Peru                          | 0.762 | ▲ 0.42%                           |
| 89  | ▲ (1)              | Azerbaidjan                   | 0.760 | ▲ 0.30%                           |
| 89  | ▬                  | Brazilia                      | 0.760 | ▲ 0.43%                           |
| 91  | ▼ (6)              | Columbia                      | 0.758 | ▲ 0.29%                           |
| 92  | ▼ (1)              | Libia                         | 0.746 | ▼ 0.31%                           |
| 93  | ▲ (5)              | Algeria                       | 0.745 | ▲ 0.27%                           |
| 94  | ▲ (7)              | Turkmenistan                  | 0.744 | ▲ 0.52%                           |
| 95  | ▲ (27)             | Guyana                        | 0.742 | ▲ 1.11%                           |
| 96  | ▼ (2)              | Mongolia                      | 0.741 | ▲ 0.48%                           |
| 97  | ▲ (8)              | Dominica                      | 0.740 | ▲ 0.06%                           |
| 98  | ▲ (5)              | Tonga                         | 0.739 | ▲ 0.35%                           |
| 99  | ▼ (3)              | Iordania                      | 0.736 | ▲ 0.10%                           |
| 100 | ▼ (18)             | Ucraina                       | 0.734 | ▼ 0.35%                           |
| 101 | ▲ (1)              | Tunisia                       | 0.732 | ▲ 0.22%                           |
| 102 | ▲ (17)             | Insulele Marshall             | 0.731 | N/A                               |
| 102 | ▼ (6)              | Paraguay                      | 0.731 | ▲ 0.36%                           |
| 104 | ▲ (2)              | Fiji                          | 0.729 | ▲ 0.35%                           |
| 105 | ▲ (11)             | Egipt                         | 0.728 | ▲ 0.73%                           |
| 106 | ▲ (6)              | Uzbekistan                    | 0.727 | ▲ 0.62%                           |
| 107 | ▲ (7)              | Vietnam                       | 0.726 | ▲ 0.60%                           |
| 108 | ▼ (10)             | Sfânta Lucia                  | 0.725 | ▼ 0.07%                           |
| 109 | ▼ (21)             | Liban                         | 0.723 | ▼ 0.29%                           |
| 110 | ▼ (6)              | Africa de Sud                 | 0.717 | ▲ 0.50%                           |
| 111 | ▼ (2)              | Palestina                     | 0.716 | ▲ 0.33%                           |
| 112 | ▲ (1)              | Indonezia                     | 0.713 | ▲ 0.56%                           |
| 113 | ▲ (2)              | Filipine                      | 0.710 | ▲ 0.45%                           |
| 114 | ▲ (5)              | Botswana                      | 0.708 | ▲ 0.69%                           |
| 115 | ▼ (7)              | Jamaica                       | 0.706 | ▼ 0.06%                           |
| 116 | ▼ (7)              | Samoa                         | 0.702 | ▼ 0.02%                           |
| 117 | ▲ (1)              | Kârgâzstan                    | 0.701 | ▲ 0.49%                           |
| 118 | ▼ (11)             | Belize                        | 0.700 | ▼ 0.23%                           |
| 119 | ▼ (39)             | Venezuela                     | 0.699 | ▼ 0.68%                           |
| 120 | ▲ (5)              | Maroc                         | 0.698 | ▲ 1.21%                           |
| 120 | ▼ (1)              | Bolivia                       | 0.698 | ▲ 0.45%                           |
| 122 | ▲ (9)              | Nauru                         | 0.696 | ▲ 1.84%                           |
| 123 | ▼ (6)              | Gabon                         | 0.693 | ▲ 0.46%                           |
| 124 | ▼ (13)             | Surinam                       | 0.690 | ▼ 0.07%                           |
| 125 | ▲ (10)             | Bhutan                        | 0.681 | ▲ 1.32%                           |
| 126 | ▲ (2)              | Tadjikistan                   | 0.679 | ▲ 0.61%                           |
| 127 | ▼ (4)              | El Salvador                   | 0.674 | ▲ 0.21%                           |
| 128 | ▼ (3)              | Irak                          | 0.673 | ▲ 0.57%                           |
| 129 | ▲ (12)             | Bangladesh                    | 0.670 | ▲ 1.54%                           |
| 130 | ▬                  | Nicaragua                     | 0.669 | ▲ 0.76%                           |
| 131 | ▼ (7)              | Capul Verde                   | 0.661 | ▲ 0.15%                           |
| 132 | ▼ (7)              | Tuvalu                        | 0.653 | ▲ 0.39%                           |
| 133 | ▼ (4)              | Guineea Ecuatorială           | 0.650 | ▲ 0.54%                           |
| 134 | ▲ (4)              | India                         | 0.644 | ▲ 0.99%                           |
| 135 | ▼ (4)              | Micronezia                    | 0.634 | ▼ 0.13%                           |
| 136 | ▼ (3)              | Guatemala                     | 0.629 | ▲ 0.21%                           |
| 137 | ▼ (2)              | Kiribati                      | 0.628 | ▲ 0.61%                           |
| 138 | ▲ (1)              | Honduras                      | 0.624 | ▲ 0.38%                           |
| 139 | ▲ (2)              | Laos                          | 0.620 | ▲ 0.90%                           |
| 140 | ▲ (4)              | Vanuatu                       | 0.614 | ▲ 0.50%                           |
| 141 | ▲ (2)              | São Tomé și Príncipe          | 0.613 | ▲ 0.86%                           |
| 142 | ▲ (5)              | Eswatini                      | 0.610 | ▲ 1.70%                           |
| 142 | ▼ (8)              | Namibia                       | 0.610 | ▲ 0.36%                           |
| 144 | ▲ (10)             | Myanmar                       | 0.608 | ▲ 1.54%                           |
| 145 | ▲ (1)              | Ghana                         | 0.602 | ▲ 0.44%                           |
| 146 | ▲ (3)              | Nepal                         | 0.601 | ▲ 0.85%                           |
| 146 | ▲ (2)              | Kenya                         | 0.601 | ▲ 0.82%                           |
| 148 | ▲ (2)              | Cambodgia                     | 0.600 | ▲ 0.85%                           |
| 149 | ▼ (10)             | Congo                         | 0.593 | ▲ 0.17%                           |
| 150 | ▼ (5)              | Angola                        | 0.591 | ▲ 1.14%                           |
| 151 | ▲ (1)              | Camerun                       | 0.587 | ▲ 1.10%                           |
| 152 | ▲ (3)              | Comore                        | 0.586 | ▲ 0.94%                           |
| 153 | ▼ (2)              | Zambia                        | 0.569 | ▲ 0.63%                           |
| 154 | ▲ (5)              | Papua Noua Guinee             | 0.568 | ▲ 1.12%                           |
| 155 | ▼ (18)             | Timorul de Est                | 0.566 | ▼ 1.01%                           |
| 156 | ▼ (4)              | Insulele Solomon              | 0.562 | ▲ 0.13%                           |
| 157 | ▼ (1)              | Siria                         | 0.557 | ▼ 1.42%                           |
| 158 | ▼ (1)              | Haiti                         | 0.552 | ▲ 1.74%                           |
| 159 | ▲ (2)              | Uganda                        | 0.550 | ▲ 0.80%                           |
| 159 | ▼ (1)              | Zimbabwe                      | 0.550 | ▲ 1.12%                           |
| 161 | ▲ (5)              | Rwanda                        | 0.548 | ▲ 1.02%                           |
| 161 | ▲ (2)              | Nigeria                       | 0.548 | ▲ 0.97%                           |
| 163 | ▲ (2)              | Togo                          | 0.547 | ▲ 1.29%                           |
| 164 | ▼ (3)              | Pakistan                      | 0.540 | ▲ 0.71%                           |
| 164 | ▼ (4)              | Mauritania                    | 0.540 | ▲ 0.51%                           |
| 166 | ▲ (4)              | Coasta de Fildeș              | 0.534 | ▲ 1.07%                           |
| 167 | ▲ (2)              | Tanzania                      | 0.532 | ▲ 0.64%                           |
| 168 | ▬                  | Lesotho                       | 0.521 | ▲ 0.86%                           |
| 169 | ▲ (1)              | Senegal                       | 0.517 | ▲ 0.80%                           |
| 170 | ▼ (6)              | Sudan                         | 0.516 | ▲ 0.45%                           |
| 171 | ▲ (4)              | Djibouti                      | 0.515 | ▲ 1.67%                           |
| 172 | ▲ (1)              | Malawi                        | 0.508 | ▲ 0.81%                           |
| 173 | ▼ (7)              | Benin                         | 0.504 | ▲ 0.39%                           |
| 174 | ▲ (5)              | Gambia                        | 0.495 | ▲ 0.82%                           |
| 175 | ▬                  | Eritrea                       | 0.493 | ▲ 0.62%                           |
| 176 | ▲ (5)              | Etiopia                       | 0.492 | ▲ 1.55%                           |
| 177 | ▬                  | Liberia                       | 0.487 | ▲ 0.48%                           |
| 177 | ▼ (5)              | Madagascar                    | 0.487 | ▼ 0.02%                           |
| 179 | ▼ (1)              | Guinea-Bissau                 | 0.483 | ▲ 0.76%                           |
| 180 | ▬                  | Republica Democrată Congo     | 0.481 | ▲ 1.06%                           |
| 181 | ▲ (2)              | Guineea                       | 0.471 | ▲ 1.06%                           |
| 182 | ▼ (8)              | Afganistan                    | 0.462 | ▲ 0.24%                           |
| 183 | ▲ (1)              | Mozambic                      | 0.461 | ▲ 1.04%                           |
| 184 | ▲ (1)              | Sierra Leone                  | 0.458 | ▲ 0.80%                           |
| 185 | ▲ (2)              | Burkina Faso                  | 0.438 | ▲ 1.37%                           |
| 186 | ▼ (5)              | Yemen                         | 0.424 | ▼ 1.30%                           |
| 187 | ▼ (1)              | Burundi                       | 0.420 | ▲ 0.32%                           |
| 188 | ▬                  | Mali                          | 0.410 | ▲ 0.08%                           |
| 189 | ▲ (2)              | Niger                         | 0.394 | ▲ 1.34%                           |
| 189 | ▬                  | Ciad                          | 0.394 | ▲ 0.66%                           |
| 191 | ▬                  | Republica Centrafricană       | 0.387 | ▲ 0.67%                           |
| 192 | ▼ (2)              | Sudanul de Sud                | 0.381 | ▼ 0.53%                           |
| 193 | N/A                | Somalia                       | 0.380 | N/A                               |

## Regiuni și grupuri de țări
Raportul dezvoltării umane prezintă, de asemenea, valori ale IDU pentru diferite grupuri de țări. Acestea includ grupuri regionale bazate pe clasificările regionale PNUD, grupuri IDU, inclusiv țările care se încadrează în prezent într-o anumită categorie de IDU, membri OCDE și diverse alte grupuri ONU. Valorile agregate ale IDU sunt calculate în același mod ca pentru țările individuale, datele de intrare fiind media ponderată a tuturor țărilor cu date disponibile din grup
| Regiune sau grup de țări                  | 1990  | 2000  | 2010  | 2020  | 2021  | 2022  | Creștere medie anuală (1990-2020) |
|                                           |       |       |       |       |       |       |                                   |
| ----------------------------------------- | ----- | ----- | ----- | ----- | ----- | ----- | --------------------------------- |
| OCDE                                      | 0.795 | 0.840 | 0.875 | 0.897 | 0.899 | 0.906 | 0.40%                             |
| Dezvoltare umană foarte mare              | 0.784 | 0.826 | 0.868 | 0.895 | 0.896 | 0.902 | 0.44%                             |
| Europa și Asia Centrală                   | 0.664 | 0.681 | 0.746 | 0.793 | 0.796 | 0.802 | 0.59%                             |
| Asia de Est și Pacific                    | 0.507 | 0.592 | 0.684 | 0.748 | 0.749 | 0.766 | 1.31%                             |
| Dezvoltare umană mare                     | 0.557 | 0.625 | 0.700 | 0.753 | 0.754 | 0.764 | 1.01%                             |
| America Latină și Caraibe                 | 0.633 | 0.689 | 0.733 | 0.755 | 0.754 | 0.763 | 0.59%                             |
| Medie globală                             | 0.601 | 0.645 | 0.697 | 0.735 | 0.732 | 0.739 | 0.67%                             |
| Mici state insulare în curs de dezvoltare | 0.601 | 0.649 | 0.693 | 0.732 | 0.730 | 0.730 | 0.66%                             |
| State arabe                               | 0.555 | 0.618 | 0.676 | 0.708 | 0.708 | 0.704 | 0.82%                             |
| Țări în curs de dezvoltare                | 0.513 | 0.569 | 0.638 | 0.687 | 0.685 | 0.694 | 0.98%                             |
| Asia de Sud                               | 0.442 | 0.500 | 0.576 | 0.638 | 0.632 | 0.641 | 1.01%                             |
| Dezvoltare umană medie                    | 0.453 | 0.506 | 0.582 | 0.642 | 0.636 | 0.640 | 1.17%                             |
| Africa Subsahariană                       | 0.407 | 0.430 | 0.503 | 0.549 | 0.547 | 0.549 | 1.00%                             |
| Țări cel mai puțin dezvoltate             | 0.357 | 0.408 | 0.487 | 0.542 | 0.540 | 0.542 | 1.40%                             |
| Dezvoltare umană redusă                   | 0.356 | 0.399 | 0.477 | 0.519 | 0.518 | 0.517 | 1.27%                             |